# Pithecops peridesma
Pithecops peridesma är en fjärilsart som beskrevs av Charles Oberthür. Pithecops peridesma ingår i släktet Pithecops och familjen juvelvingar. Inga underarter finns listade i Catalogue of Life.